# Tart-l’Abbaye
Tart-l’Abbaye [taʁ labei] ist eine Ortschaft und eine ehemalige französische Gemeinde mit 192 Einwohnern (Stand 1. Januar 2022) im Département Côte-d’Or in der Region Bourgogne-Franche-Comté. Sie gehörte zum Arrondissement Dijon und zum Kanton Genlis.
Mit Wirkung vom 1. Januar 2019 wurden die ehemaligen Gemeinden Tart-le-Haut und Tart-l’Abbaye zur Commune nouvelle Tart zusammengelegt und haben in der neuen Gemeinde den Status einer Commune déléguée. Der Verwaltungssitz befindet sich im Ort Tart-le-Haut.

## Geographie
Nachbarorte von Tart-l’Abbaye sind Tart-le-Bas im Norden, Pluvet im Osten, Tréclun im Südosten, Montot und Trouhans im Süden, sowie Tart-le-Haut im Westen.

## Bevölkerungsentwicklung
| Jahr      | 1962 | 1968 | 1975 | 1982 | 1990 | 1999 | 2011 |
| Einwohner | 102  | 101  | 99   | 147  | 195  | 222  | 229  |

## Sehenswürdigkeiten
- Ruine der Abtei Tart